# Aliens (film)

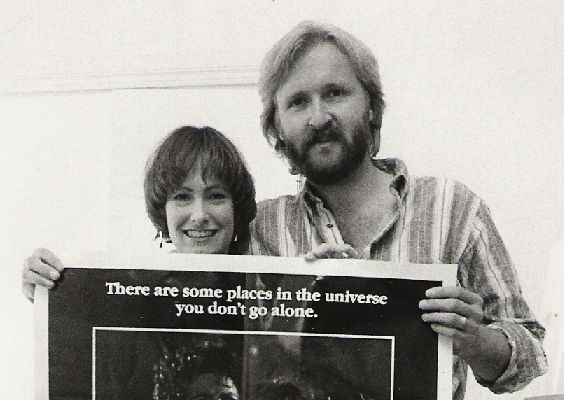
Gale Ann Hurd en schrijver/regisseur James Cameron

Aliens is een Amerikaanse sciencefiction/horrorfilm uit 1986, geregisseerd door James Cameron. De film is een vervolg op Ridley Scotts Alien uit 1979. De hoofdrollen worden vertolkt door Sigourney Weaver, Carrie Henn, Michael Biehn en Lance Henriksen.
De film was nog succesvoller dan zijn voorganger; een zeldzaam verschijnsel in Hollywood. Zo werd Aliens genomineerd voor 7 Academy Awards. In 1991 werd er een 17 minuten langer durende speciale editie uitgebracht. Deze werd ook verwerkt in de dvd-box van de 'Alien Quadrilogy' uit 2003.

## Verhaal
De film speelt 57 jaar na de vorige film. Ripley, de enige overlevende van het ruimteschip Nostromo, wordt in hyperslaap aangetroffen in de shuttle waarin ze aan de alien uit de vorige film was ontsnapt. Ze wordt na weer te zijn gewekt naar haar opdrachtgever, de Weyland-Yutani Corporatie gebracht om verslag te doen van de gefaalde missie van de Nostromo, en om uit te leggen waarom ze de autodestructie van het schip had geactiveerd. Haar verhaal over de alien wordt echter weggewuifd als ongeloofwaardig daar ze geen fysiek bewijs heeft. Ze verliest haar licentie om met ruimteschepen te mogen vliegen.
Al snel ontdekt Ripley dat in de afgelopen 57 jaar de planetoïde LV-426, waar in de vorige film het ei van de alien werd gevonden, gekoloniseerd is. Wanneer men contact met de kolonie verliest, wordt Ripley benaderd door Carter Burke (een vertegenwoordiger van Weyland-Yutani) en luitenant Gorman van de koloniale marine. Burke heeft opdracht gekregen met een groep mariniers naar de kolonie te gaan om uit te zoeken wat er gaande is. Ripley zal haar status bij Weyland-Yutani terugkrijgen als ze hem vergezelt. Ripley weigert eerst vanwege haar ervaringen met de alien, maar accepteert uiteindelijk daar de missie wellicht een manier is voor haar om haar angsten onder ogen te zien. Met een oorlogsschip genaamd de Sulaco vertrekken zij, Burke en een groep mariniers bestaande uit onder andere Sergeant Apone, Korporaal Hicks, Soldaten Vasquez en Hudson, en de androïde Bishop naar LV-426. Ripley kan niet goed overweg met Bishop vanwege haar ervaringen met de androïde Ash (in de vorige film).
Eenmaal op LV-426 lijkt de kolonie te zijn verlaten. Wel vindt de groep aanwijzingen dat er gevechtshandelingen moeten hebben plaatsgevonden, en grote smeltgaten in vloeren, alsof een bijtend zuur zich een weg erdoorheen gebrand heeft. Verder treffen ze twee alien-facehuggers die bewaard worden in een medisch lab. Ook vinden ze een meisje genaamd Newt, dat blijkbaar getraumatiseerd is door iets. De mariniers vermoeden dat de kolonisten zich hebben teruggetrokken in een station met een kunstmatige atmosfeer. Daar aangekomen vinden ze echter een aliennest vol met cocons, waar de kolonisten in zitten. De aliens duiken onverwacht op en vallen de groep aan. De meeste leden van de groep overleven de aanval niet. Ripley slaagt erin om Hicks, Vasquez en Hudson in veiligheid te brengen. Gorman verliest het bewustzijn, dus neemt Hicks het commando over. Hij wil met de overlevenden terugkeren naar de Sulaco om het aliennest vanuit de lucht te vernietigen. Een alien gaat echter mee aan boord van de shuttle waarmee de crew naar de Sulaco wil afreizen, en doodt de piloot. Daardoor stort de shuttle neer op de planeet. Zonder toegang tot de Sulaco zit er voor de groep niets anders op dan zich te barricaderen in een verlaten gebouw.
Ripley ontdekt dat Burke de missie naar LV-426 enkel en alleen heeft opgezet in de hoop de aliens te kunnen meenemen naar de Aarde en ze in te zetten als wapen. Ze dreigt hem te ontmaskeren, maar Bishop informeert de groep dat er een groter gevaar is dan de aliens. De nucleaire energiekern van het basisstation is door de aanval van de aliens onstabiel geworden en zal spoedig ontploffen. Hij komt met het idee om via de zender van de kolonie op afstand een nieuwe shuttle uit de Sulaco te halen. Terwijl Bishop het plan uitvoert, probeert Burke Ripley en Newt te besmetten door de twee alien-facehuggers op hen los te laten. Dit kan nog net worden voorkomen door de overgebleven mariniers. Burke wordt uiteindelijk door Ripley ontmaskerd: hij wilde de besmette Ripley en Newt terug naar huis nemen, om de hieruit gemaakte aliens te recupereren, en de cryoslaapinstallaties van de resterende overlevenden saboteren, zodat er geen getuigen zouden zijn. Net op het moment dat de mariniers Burke van kant willen maken lanceren de aliens echter een tweede aanval en worden Hudson, Burke, Gorman en Vasquez gedood. Newt wordt door de aliens gevangen.
Bishop is ondertussen erin geslaagd om de nieuwe shuttle op te roepen. Ripley wil Newt echter niet achterlaten. Ze volgt de aliens daarom naar de nestkamer, waar zich de alien-koningin bevindt. Ripley vernietigt de meeste eieren in de kamer, waarmee ze echter de aandacht van de koningin trekt. Ripley en Newt kunnen echter aan haar ontkomen en vluchten met Bishop en de gewonde Hicks in de shuttle weg van de planetoïde, net voor de kernexplosie plaatsvindt.
Terug in de Sulaco blijkt dat de alien-koningin met de shuttle is meegelift; deze spietst Bishop aan haar staart en rijt hem uit elkaar. Ripley bevecht het monster met behulp van een exopak, waarna ze de koningin uiteindelijk via een luchtsluis uit het schip kan gooien. Ripley, Newt, Hicks en de zwaar beschadigde Bishop beginnen ten slotte aan hun cryoslaap op de terugweg naar huis.

## Rolverdeling
| Acteur                    | Personage              | Opmerkingen         |
| ------------------------- | ---------------------- | ------------------- |
| Sigourney Weaver          | Ellen L. Ripley        |                     |
| Carrie Henn               | Rebecca 'Newt' Jorden  |                     |
| Michael Biehn             | Dwayne Hicks           |                     |
| Lance Henriksen           | L. Bishop              |                     |
| Paul Reiser               | Carter J. Burke        |                     |
| Bill Paxton               | W. Hudson              |                     |
| William Hope              | W. Gorman              |                     |
| Jenette Goldstein         | J. Vasquez             |                     |
| Al Matthews               | A. Apone               |                     |
| Mark Rolston              | M. Drake               | eerste bioscoopfilm |
| Ricco Ross                | R. Frost               |                     |
| Colette Hiller            | C. Ferro               |                     |
| Daniel Kash               | D. Spunkmeyer          |                     |
| Cynthia Dale Scott        | C. Dietrich            |                     |
| Tip Tipping               | T. Crowe               |                     |
| Trevor Steedman           | T. Wierzbowski         |                     |
| Paul Maxwell              | Van Leuwen             |                     |
| Alleen in speciale editie |                        |                     |
| Holly De Jong             | Ann Jorden             |                     |
| Jay Benedict              | Russ Jorden            |                     |
| Christopher Henn          | Timmy Jorden           |                     |
| Mac McDonald              | Al Simpson             |                     |
| William Armstrong         | Lydecker               |                     |
| Elizabeth Inglis          | Amanda Ripley-McClaren |                     |

## Achtergrond

### Oorsprong en voorproductie
Regisseur James Cameron kwam al met het idee om een vervolg op Alien te maken toen hij bezig was met de afronding van de voorproductie van The Terminator. Hij besprak zijn idee met producer David Giler. Binnen vier dagen schreef Cameron een 45 pagina’s tellend script voor een eventuele tweede Alienfilm. 20th Century Fox wees het script echter af omdat Alien volgens hen niet succesvol genoeg was geweest om een vervolg te maken. Cameron moest de plannen voor de film zelf ook links laten liggen toen er problemen ontstonden op de set van The Terminator. Onder andere door een conflict met Arnold Schwarzenegger liep de productie van The Terminator negen maanden vertraging op. Dit gaf Cameron echter wel meer tijd om het script van Aliens verder uit te werken. Tijdens het filmen van The Terminator schreef Cameron een nieuw, 90 pagina’s tellend script voor Aliens. Dit tweede script was volgens Fox wel interessant. Indien The Terminator een succes zou worden, zou Cameron toestemming krijgen om Aliens te regisseren.
The Terminator werd inderdaad een succes, waardoor Cameron het groene licht kreeg voor Aliens. Samen met Gale Anne Hurd begon Cameron aan de voorproductie, met een première in 1986 in het achterhoofd. Cameron wilde niet dezelfde verhaalformule gebruiken als in Alien. In plaats daarvan gaf hij Aliens meer elementen van een avonturenfilm, met meer elementen van terreur dan van horror.
Cameron gebruikte onder andere de Vietnamoorlog als inspiratiebron voor Aliens. De mariniers in de film waren volgens Cameron net als de Amerikaanse soldaten in deze oorlog; technologisch superieur aan de tegenstander, maar toch in het nadeel vanwege de vijandige en onbekende omgeving waarin ze moesten vechten.
De ontwerpen voor de sets en voertuigen werden gemaakt door Syd Mead. Een van zijn eerste ontwerpen van het ruimteschip Sulaco was een groot rond schip, maar de producers waren bang dat dit schip deels buiten beeld zou vallen gezien het formaat van de film. Daarom maakte hij de vorm meer als die van een raket. Voor het ontwerpen van de shuttle liet Mead zich inspireren door de F-4 Phantom II en AH-1 Cobra.

### Acteurs
Sigourney Weaver, die in de eerste film de rol van Ellen Ripley had vertolkt, had eerst haar twijfels over een vervolgfilm, maar nadat ze Cameron had ontmoet stemde ze toe mee te werken aan de film. Even dreigde onenigheid met 20th Century Fox over haar salaris roet in het eten te gooien. Fox wilde dat Cameron zijn script zou herschrijven zonder het personage Ripley, maar hij weigerde. Fox ging daarom uiteindelijk overstag en gaf Weaver een salaris van 1 miljoen dollar voor de film.
Cameron wilde voor de overige rollen acteurs inhuren die met een Amerikaans accent konden praten. Meer dan 3000 Britse acteurs deden auditie voor de rollen, maar geen van hen was wat Cameron voor ogen had. Daarom werd gezocht naar Amerikaanse acteurs. Onder anderen Lance Henriksen, Bill Paxton en Michael Biehn, die allemaal hadden meegewerkt aan The Terminator, werden benaderd. De rol van Newt was volgens Cameron het lastigst om te vinden. Hiervoor werden onder andere schoolkinderen die enige ervaring hadden met acteren voor reclames benaderd. Carrie Henn werd uiteindelijk gekozen uit een groep van 500 kinderen, hoewel zij geen noemenswaardige ervaring had als actrice.
De acteurs die auditie deden voor de rollen van de marinier, moesten voorlezen uit Robert A. Heinleins roman Starship Troopers om hun militaire taalgebruik te beoordelen. Tevens moesten ze militaire training ondergaan, zoals gewichtheffen en leren marcheren.
Oorspronkelijk zou James Remar de rol van Hicks op zich nemen, maar na een paar draaidagen vertrok hij wegens onenigheden met James Cameron en nam Michael Biehn, die eerder in Camerons The Terminator speelde, de rol op zich. In het brede shot van het alien-nest als de mariniers het voor het eerst zien is Remar nog wel te zien, maar alleen van achteren.

### Opnamen
Aliens werd opgenomen met een budget van 18 miljoen dollar. Veel opnamen vonden plaats in de Pinewood Studios. De productie duurde in totaal 10 maanden. De productie werd gehinderd door een aantal persoonlijke en algemene problemen. Zo ontstonden er cultuurbotsingen tussen Cameron en de Britse acteurs. Cameron, die onder tijdsdruk stond, kon onder andere maar moeilijk overweg met enkele werkeisen van de acteurs zoals de door hen opgelegde theepauzes. De crew vond Cameron bovendien te jong en te onervaren voor een film als Aliens.
De wapens van de marinier waren gebaseerd op echte wapens. In sommige scènes werden echte vuurwapens gebruikt, zij het geladen met losse flodders. De crew moest ook een keer een vlammenwerper hanteren.
De broers Robert en Dennis Skotak werden ingehuurd om de visuele effecten van de film te verzorgen. Ze hadden eerder al samengewerkt met Cameron aan enkele films van Roger Corman. Er werden twee sets gebruikt voor de kolonie LV-426. Deze waren vooral gevuld met miniatuurmodellen. Opnamen met deze miniaturen was lastig vanwege het weer. De wind blies de modellen vaak om. Enkele scènes met het Aliennest werden opgenomen in een verlaten kerncentrale in Acton, Londen. De crew vond dit de perfecte plaats om de film op te nemen vanwege het interieur met onder andere veel gangen. Er ontstonden echter problemen toen er asbest in de centrale bleek te zitten. De crew was verplicht dit eerst te laten verwijderen voor de opnamen verder konden gaan. Het nest werd na de opnamen niet ontmanteld, en werd later opnieuw gebruikt in de film Batman.
De kostuums van de Aliens waren flexibeler en lichter dan die in de vorige film. Dit om de acteurs in de pakken meer bewegingsvrijheid te geven. Er werden onder andere dansers, turners en stuntmannen ingehuurd om de aliens te spelen. In totaal werden er maar zes volwassen aliens gemaakt voor de film (afgezien van 'stuntpoppen' die kapotgeschoten moesten worden). De vormen van de aliens werden wat aangepast ten opzichte van de vorige film. De chestburster in Aliens heeft twee armen. Het originele ontwerp van de chestburster uit Alien had ook twee armen, maar uiteindelijk koos men daar voor stompjes. In de vorige film had de alien een gladde koepel op zijn kop, waaronder een geribbelde schedel te zien was. In Aliens werd de koepel verwijderd omdat men bang was dat hij beschadigd zou raken. Om deze verandering vanuit het perspectief van de film te verklaren opperen veel fans dat de verandering van uiterlijk een gevolg is van de hogere leeftijd van de aliens. Enkelen denken aan een verschil tussen werkers en soldaten, maar bij gebrek aan bewijs hiervoor hangt men vooral de leeftijdstheorie aan.
De scènes met de alienkoningin waren het lastigst om te filmen. Hiervoor werd in Amerika een levensgrote pop gemaakt, die vervolgens werd overgevlogen naar Engeland. De pop werd bediend door zowel poppenspelers, hydraulische systemen als kabels. Twee poppenspelers zaten in het pak.

### Muziek
De muziek van de film werd gecomponeerd door James Horner. Hij vond echter dat hij te weinig tijd had om goede filmmuziek te maken. Toen hij in Engeland arriveerde, verwachtte hij dat de film nog in een vroeg productiestadium zou zitten. In dat geval zou hij zes weken hebben om de muziek te componeren. De opnamen waren echter al in volle gang, waardoor Horner niet in staat was het script eerst rustig te beoordelen. Gedurende drie weken bezocht hij daarom de sets en de montagekamers om een indruk te krijgen van de atmosfeer van de film. Horner klaagde ook over het feit dat hij een, naar zijn mening, verouderde opnamestudio tot zijn beschikking kreeg.
De muziek werd opgenomen door het London Symphony Orchestra in Abbey Road Studios. Deze studio was maar amper groot genoeg voor de synthesizers die nodig waren voor enkele geluidseffecten.
Zes weken voor de première was de muziek nog altijd niet af, wat voor extra tijdsdruk zorgde. De muziek voor de climax, waarin Ripley met de Alienkoningin vecht, werd in een nacht geschreven. De uiteindelijke filmmuziek was volgens Horner maar 80% van wat hij had kunnen bereiken als hij meer tijd had gehad. Ondanks deze problemen ontving Horner een Academy Award, zijn eerste, voor Beste Originele Filmmuziek.

## Ontvangst
Aliens werd officieel uitgebracht in Amerika op 18 juli 1986 en in het Verenigd Koninkrijk op 26 september 1986. Veel fans van de eerste film verheugden zich op de komst van Aliens. De film opende in 1.437 bioscopen, en bracht in het eerste weekend $ 10.052.042 op. Gedurende vier weken was Aliens qua opbrengst de meest succesvolle film van de Verenigde Staten, met een opbrengst van $85.1 miljoen. Wereldwijd bracht de film $131 miljoen op.
Omdat de film pas in de laatste week voor de première werd voltooid, konden er geen previews worden gegeven. Derhalve konden critici pas hun oordeel geven toen de film in première was gegaan. Reacties van fans en critici waren zeer positief. Criticus Roger Ebert gaf de film een 3.5 op een schaal van 4. Time kondigde de film aan op de omslag van het nummer van juli 1986.
Reacties op de film zijn ook in de jaren na de première positief gebleven.

## Prijzen en nominaties
| Jaar | Prijs                         | Categorie                                                                                                | Genomineerde(n)                                                           | Uitslag     |
| ---- | ----------------------------- | --- | ------------------------------------------------------------------------- | ----------- |
| 1987 | ASCAP Award                   | Top Box Office Films                                                                                     | James Horner                                                              | Gewonnen    |
| 1987 | Academy Award                 | Beste geluidseffecten                                                                                    | Don Sharpe                                                                | Gewonnen    |
| 1987 | Academy Award                 | Best visuele effecten                                                                                    | Robert Skotak, Stan Winston, John Richardson, Suzanne M. Benson           | Gewonnen    |
| 1987 | Academy Award                 | Beste actrice                                                                                            | Sigourney Weaver                                                          | Genomineerd |
| 1987 | Academy Award                 | Best Art Direction-Set Decoration                                                                        | Peter Lamont, Crispian Sallis                                             | Genomineerd |
| 1987 | Academy Award                 | Beste montage                                                                                            | Ray Lovejoy                                                               | Genomineerd |
| 1987 | Academy Award                 | Beste originele muziek                                                                                   | James Horner                                                              | Genomineerd |
| 1987 | Academy Award                 | Beste geluid                                                                                             | Graham V. Hartstone, Nicolas Le Messurier, Michael A. Carter, Roy Charman | Genomineerd |
| 1987 | Saturn Award                  | Beste actrice                                                                                            | Sigourney Weaver                                                          | Gewonnen    |
| 1987 | Saturn Award                  | Beste regisseur                                                                                          | James Cameron                                                             | Gewonnen    |
| 1987 | Saturn Award                  | Beste jonge acteur                                                                                       | Carrie Henn                                                               | Gewonnen    |
| 1987 | Saturn Award                  | Beste sciencefictionfilm                                                                                 | –                                                                         | Gewonnen    |
| 1987 | Saturn Award                  | Beste special effects                                                                                    | Stan Winston, Robert Skotak, Dennis Skotak                                | Gewonnen    |
| 1987 | Saturn Award                  | Beste mannelijke bijrol                                                                                  | Bill Paxton                                                               | Gewonnen    |
| 1987 | Saturn Award                  | Beste vrouwelijke bijrol                                                                                 | Jenette Goldstein                                                         | Gewonnen    |
| 1987 | Saturn Award                  | Beste script                                                                                             | James Cameron                                                             | Gewonnen    |
| 1987 | Saturn Award                  | Beste acteur                                                                                             | Michael Biehn                                                             | Genomineerd |
| 1987 | Saturn Award                  | Beste kostuums                                                                                           | Emma Porteus                                                              | Genomineerd |
| 1987 | Saturn Award                  | Beste make-up                                                                                            | Peter Robb-King                                                           | Genomineerd |
| 1987 | Award of the Japanese Academy | Beste buitenlandstalige film                                                                             | –                                                                         | Genomineerd |
| 1987 | BAFTA Award                   | Beste visuele effecten                                                                                   | Robert Skotak, Brian Johnson, John Richardson, Stan Winston               | Gewonnen    |
| 1987 | BAFTA Award                   | Beste grimeur                                                                                            | Peter Robb-King                                                           | Genomineerd |
| 1987 | BAFTA Award                   | Beste productieontwerp                                                                                   | Peter Lamont                                                              | Genomineerd |
| 1987 | BAFTA Award                   | Beste geluid                                                                                             | Don Sharpe, Roy Charman, Graham V. Hartstone                              | Genomineerd |
| 1987 | Artios                        | Best Casting for Feature Film, Drama                                                                     | Mike Fenton, Jane Feinberg, Judy Taylor                                   | Genomineerd |
| 1987 | Golden Globe                  | Best Performance by an Actress in a Motion Picture – Drama                                               | Sigourney Weaver                                                          | Genomineerd |
| 1987 | Hugo Award                    | Best Dramatic Presentation                                                                               | –                                                                         | Gewonnen    |
| 1987 | Readers' Choice Award         | Beste buitenlandstalige film                                                                             | James Cameron                                                             | Gewonnen    |
| 1987 | Golden Reel Award             | beste geluidsmontage                                                                                     | –                                                                         | Gewonnen    |
| 1987 | Young Artist Award            | Exceptional Performance by a Young Actress, Supporting Role in a Feature Film - Comedy, Fantasy or Drama | Carrie Henn                                                               | Genomineerd |
| 2003 | DVDX Award                    | Best Overall DVD, Classic Movie (Including All Extra Features)                                           | Charles de Lauzirika                                                      | Gewonnen    |
| 2003 | DVDX Award                    | Best Audio Commentary (New for DVD)                                                                      | James Cameron, Michael Biehn, Jenette Goldstein                           | Genomineerd |
| 2003 | DVDX Award                    | Best Menu Design                                                                                         | Matt Kennedy                                                              | Genomineerd |
| 2003 | DVDX Award                    | Best Behind-the-Scenes Program (New for DVD)                                                             | Charles de Lauzirika                                                      | Genomineerd |
| 2004 | Saturn Award                  | Best DVD Collectio                                                                                       | –                                                                         | Genomineerd |
| 2004 | Sierra Award                  | Best DVD                                                                                                 | –                                                                         | Gewonnen    |
| 2004 | Golden Satellite Award        | Best DVD Extras                                                                                          | –                                                                         | Genomineerd |
| 2004 | Golden Satellite Award        | Best Overall DVD                                                                                         | –                                                                         | Genomineerd |

## Verder lezen
- V. Castro - Aliens: Vasquez (2022); een prequelroman over soldaat Jenette Vasquez.